# Trumped!
Trumped! è stato un programma radiofonico statunitense andato in onda tutti i giorni, dal lunedì al venerdì, dal 2004 al 2008, e condotto dall'imprenditore e futuro presidente degli Stati Uniti d'America Donald Trump.

## Storia
Nel 2004, Donald Trump fu contattato dalla Infinity Broadcasting Corporation e dalla Clear Channel Communications, entrambe interessate ad averlo protagonista di un programma radiofonico. Trump scelse la Clear Channel, la quale accolse l'idea dello stesso Trump di realizzare un programma della durata di soli 90 secondi. Il programma che nacque, Trumped!, fu ufficialmente annunciato il 29 aprile 2004. Tale trasmissione, la cui messa in onda era prevista nella mattina di ogni giorno, avrebbe visto protagonista lo stesso Donald Trump, il quale, per un tempo che andava dai 60 ai 90 secondi, avrebbe espresso le sue opinioni riguardo argomenti economici, politici e di cultura popolare. Un caso a parte sarebbe stato quello della puntata del venerdì, che avrebbe visto Trump commentare la puntata del reality show da lui condotto, The Apprentice, andata in onda la sera prima e motivare le ragioni della sua decisione circa l'eliminazione dei diversi concorrenti. Prima del lancio del programma, la Office Depot siglò un contratto per la sponsorizzazione della trasmissione che prevedeva la lettura delle pubblicità dell'azienda da parte di Trump durante la messa in onda.
La prima puntata di Trumped! andò quindi in onda il 14 giugno 2004, in occasione del cinquantottesimo compleanno di Donald Trump. Il programma, presentato da Trump dal proprio ufficio di New York, ebbe il più grande lancio nella storia della radio, con la prima puntata che andò in onda su ben 320 stazioni radio della Clear Channel. Nel corso delle puntate, così come era stato previsto nella sua progettazione, la trasmissione vide Trump esprimere i propri punti di vista riguardo alla vita, allo sport, all'industria dell'intrattenimento e a quella immobiliare, alla finanza e alla politica.
Nel febbraio 2006, Trumped! arrivò ad essere mandato in onda su circa 400 stazioni radio di proprietà della Clear Channel, finché nel 2008, dopo circa 1.000 puntate, la trasmissione chiuse.